# Kaoru Mitoma
Kaoru Mitoma (三笘 薫?, Mitoma Kaoru; Kawasaki, 20 maggio 1997) è un calciatore giapponese, centrocampista o attaccante del Brighton e della nazionale giapponese.

## Biografia
Nato in una famiglia di sportivi, il padre si dedicava all'atletica leggera mentre la madre giocava a pallavolo. Ha un fratello maggiore di nome Yuuki che lo spinse a dedicarsi al calcio; tuttavia Kaoru, benché avesse la possibilità di entrare nel professionismo una volta finite le scuole superiori, preferì rimandare optando prima per il percorso universitario, giocando nella squadra della propria università, la Tsukuba, nel suo primo anno vince persino All Japan University Football Championship segnando due gol durante il torneo, inoltre si distingue per il suo talento e partecipando alla Coppa dell'Imperatore segnando una doppietta nella vittoria contro il Vegalta Sendai per 3-2, club professionista della J1 League, prima divisione del calcio giapponese. Ottiene la laurea in scienze motorie e nel 2022 annuncia le sue nozze con Narumi Miura.

## Caratteristiche tecniche
Gioca sia come ala destra che come ala sinistra, giocatore talentuoso dotato di buona corsa, dribbling e di un ottimo senso dell'assist, grazie a queste qualità è capace di trascinare la squadra nelle azioni offensive. Dotato di un tiro preciso, trova la rete per merito dei suoi tiri ben angolati. Già nel suo esordio è stato citato tra i calciatori asiatici più forti del 2020.

## Carriera

### Club

#### Kawasaki Frontale
Giocherà come calciatore professionista con il Kawasaki Frontale nel 2019 in Coppa J. League, ottenendo la vittoria, Mitoma ha giocato una sola partita, nel pareggio per 2-2 contro il Nagoya Grampus. Otterrà la vittoria dell'edizione 2020 della J1 League, trascinando la squadra alla vittoria, venendo riconosciuto come uno dei migliori giocatori della squadra: segnerà la sua prima rete in campionato nella vittoria per 3-1 contro lo Shonan Bellmare, inoltre sarà autore di una doppietta, sia nella vittoria contro il Consadole Sapporo per 6-1 che in quella contro il Yokohama Marinos per 3-1, inoltre con un suo assist vincente Kengo Nakamura segnerà la rete del 2-1 contro il FC Tokyo suggellando la 12° vittoria consecutiva in campionato, e con altri due assist vincenti serviti a Akihiro Ienaga la squadra vincerà per 5-0 contro il Gamba Osaka ottenendo la vittoria del titolo con quattro giornate di anticipo. Grazie a lui, il 1 gennaio del 2021 consegnerà al Kawasaki Frontale la prima vittoria della Coppa dell'Imperatore segnando contro il Gamba Osaka in finale il gol del 1-0. Segnerà una doppietta nella vittoria contro il Gamba Osaka conquistando la Supercoppa del Giappone.

#### Brighton e Union Saint-Gilloise
Il 10 agosto 2021 viene acquistato dal Brighton, che contestualmente lo cede in prestito ai belgi dell'Union Saint-Gilloise, la sua prima rete per la squadra la segna nella Coppa del Belgio battendo per 7-0 il Lebbeke. Durante la Jupiler Pro League riesce a segnare il gol del 3-1 battendo l'Anderlecht, e nella partita contro il Seraing entra in campo nel secondo tempo, la squadra è sotto di due reti con un uomo in meno, ma Mitoma mette a segno una tripletta ottenendo una vittoria per 4-2.

### Nazionale
Viene convocato nella Nazionale Giapponese U-21, segnando la rete del pareggio nell'amichevole che si è conclusa per 1-1 contro la Nazionale Canadese U-23. Convocato nella Nazionale Giapponese U-22 segnerà un gol nella vittoria per 9-0 contro la Giamaica Under-23. Giocando in Nazionale Giapponese U-23 segnerà il gol che permetterà di vincere su misura per 1-0 ai Giochi asiatici contro il Nepal Under-23, inoltre farà un gol contro il Cile Under-23 nella vittoria per 6-1. Otterrà l'oro all'Universiade 2017 segnando un gol in semifinale, vincendo per 3-1 contro il Messico, con un rigore trasformato. Viene scelto per prendere parte a una selezione sperimentale della Nazionale Olimpica battendo in un'amichevole il Ghana, Mitoma segnerà la rete del 6-0 per poi partecipare ai Giochi di Tokyo segnando una sola rete, nella sconfitta per 3-1 contro il Messico.
Gioca per la prima volta con la nazionale maggiore il 16 novembre 2021 contro l'Oman per le qualificazioni al Mondiale 2022 entrando in campo nel secondo tempo rivelandosi determinante per la vittoria dato che grazie al suo passaggio Jun'ya Itō segna la rete del 1-0, e grazie alla sua doppietta il Giappone conquista la qualificazione con una giornata d'anticipo, battendo per 2-0 l'Australia.
Durante un'amichevole contro il Paraguay segna un altro gol vincendo per 4-1, con un risultato analogo vince anche contro il Ghana, e anche in questa occasione Mitoma riesce a sagnare un'altra rete. In un altro match amichevole è autore del gol che porta il risultato per 2-0 sconfiggendo gli Stati Uniti.
Ottiene la convocazione al mondiale Qatar 2022 dove grazie a un passaggio di Mitoma ai limiti del lecito, Ao Tanaka segna il gol del 2-1 battendo inaspettatamente la Spagna, tuttavia il Giappone viene eliminato nella partita successiva, pareggiando per 1-1 contro la Croazia che poi vince per 3-1 ai calci di rigore, Mitoma calcia dal dischetto ma il portiere Dominik Livaković para il suo tiro.
Nonostante un infortunio alla caviglia rimediato il 21 dicembre 2023 nella sfida di campionato contro il Crystal Palace, il 1º gennaio successivo a sorpresa viene convocato per la Coppa d'Asia 2023; riesce a partecipare alle uniche due partite di eliminazione diretta disputate dal Giappone, tra cui quella della sconfitta contro l'Iran ai quarti di finale.

## Statistiche

### Presenze e reti nei club
Statistiche aggiornate al 27 dicembre 2024.
| Stagione                 | Squadra                  | Campionato               | Campionato | Campionato | Coppe nazionali | Coppe nazionali | Coppe nazionali | Coppe continentali | Coppe continentali | Coppe continentali | Altre coppe | Altre coppe | Altre coppe | Totale | Totale |
| Stagione                 | Squadra                  | Comp                     | Pres       | Reti       | Comp            | Pres            | Reti            | Comp               | Pres               | Reti               | Comp        | Pres        | Reti        | Pres   | Reti   |
| ------------------------ | ------------------------ | ------------------------ | ---------- | ---------- | --------------- | --------------- | --------------- | ------------------ | ------------------ | ------------------ | ----------- | ----------- | ----------- | ------ | ------ |
| 2020                     | Kawasaki Frontale        | J1                       | 30         | 13         | CI+CdL          | 2+6             | 2+3             | -                  | -                  | -                  | -           | -           | -           | 38     | 18     |
| 2021                     | Kawasaki Frontale        | J1                       | 20         | 8          | CI+CdL          | 0               | 0               | ACL                | 3                  | 2                  | SG          | 1           | 2           | 24     | 12     |
| Totale Kawasaki Frontale | Totale Kawasaki Frontale | Totale Kawasaki Frontale | 50         | 21         |                 | 8               | 5               |                    | 3                  | 2                  |             | 1           | 2           | 62     | 30     |
| 2021-2022                | Union Saint-Gilloise     | D1                       | 21+6       | 5+2        | CB              | 2               | 1               | -                  | -                  | -                  | -           | -           | -           | 29     | 8      |
| 2022-2023                | Brighton                 | PL                       | 33         | 7          | FACup+CdL       | 5+3             | 2+1             | -                  | -                  | -                  | -           | -           | -           | 41     | 10     |
| 2023-2024                | Brighton                 | PL                       | 19         | 3          | FACup+CdL       | 0+1             | 0+0             | UEL                | 6                  | 0                  | -           | -           | -           | 26     | 3      |
| 2024-2025                | Brighton                 | PL                       | 25         | 10         | FACup+CdL       | 1+1             | 1               | -                  | -                  | -                  | -           | -           | -           | 27     | 11     |
| Totale Brighton          | Totale Brighton          | Totale Brighton          | 78         | 20         |                 | 11              | 4               |                    | 6                  | 0                  |             | -           | -           | 94     | 24     |
| Totale Carriera          | Totale Carriera          | Totale Carriera          | 150        | 46         |                 | 21              | 10              |                    | 9                  | 2                  |             | 1           | 2           | 185    | 60     |

### Cronologia presenze e reti in nazionale
| Cronologia completa delle presenze e delle reti in nazionale ― Giappone | Cronologia completa delle presenze e delle reti in nazionale ― Giappone | Cronologia completa delle presenze e delle reti in nazionale ― Giappone | Cronologia completa delle presenze e delle reti in nazionale ― Giappone | Cronologia completa delle presenze e delle reti in nazionale ― Giappone | Cronologia completa delle presenze e delle reti in nazionale ― Giappone | Cronologia completa delle presenze e delle reti in nazionale ― Giappone | Cronologia completa delle presenze e delle reti in nazionale ― Giappone |
| Data                                                                    | Città                                                                   | In casa                                                                 | Risultato                                                               | Ospiti                                                                  | Competizione                                                            | Reti                                                                    | Note                                                                    |
| ----------------------------------------------------------------------- | ----------------------------------------------------------------------- | ----------------------------------------------------------------------- | ----------------------------------------------------------------------- | ----------------------------------------------------------------------- | ----------------------------------------------------------------------- | ----------------------------------------------------------------------- | ----------------------------------------------------------------------- |
| 16-11-2021                                                              | Mascate                                                                 | Oman                                                                    | 0 – 1                                                                   | Giappone                                                                | Qual. Mondiali 2022                                                     | -                                                                       | 46’                                                                     |
| 24-3-2022                                                               | Sydney                                                                  | Australia                                                               | 0 – 2                                                                   | Giappone                                                                | Qual. Mondiali 2022                                                     | 2                                                                       | 84’                                                                     |
| 29-3-2022                                                               | Saitama                                                                 | Giappone                                                                | 1 – 1                                                                   | Vietnam                                                                 | Qual. Mondiali 2022                                                     | -                                                                       |                                                                         |
| 2-6-2022                                                                | Sapporo                                                                 | Giappone                                                                | 4 – 1                                                                   | Paraguay                                                                | Amichevole                                                              | 1                                                                       | 82’                                                                     |
| 6-6-2022                                                                | Tokyo                                                                   | Giappone                                                                | 0 – 1                                                                   | Brasile                                                                 | Amichevole                                                              | -                                                                       | 73’                                                                     |
| 10-6-2022                                                               | Kobe                                                                    | Giappone                                                                | 4 – 1                                                                   | Ghana                                                                   | Amichevole                                                              | 1                                                                       | 80’                                                                     |
| 14-6-2022                                                               | Suita                                                                   | Giappone                                                                | 0 – 3                                                                   | Tunisia                                                                 | Amichevole                                                              | -                                                                       | 60’                                                                     |
| 23-9-2022                                                               | Düsseldorf                                                              | Giappone                                                                | 2 – 0                                                                   | Stati Uniti                                                             | Amichevole                                                              | 1                                                                       | 68’                                                                     |
| 27-9-2022                                                               | Düsseldorf                                                              | Giappone                                                                | 0 – 0                                                                   | Ecuador                                                                 | Amichevole                                                              | -                                                                       | 66’                                                                     |
| 23-11-2022                                                              | Al Rayyan                                                               | Germania                                                                | 1 – 2                                                                   | Giappone                                                                | Mondiali 2022 - 1º turno                                                | -                                                                       | 57’                                                                     |
| 27-11-2022                                                              | Al Rayyan                                                               | Giappone                                                                | 0 – 1                                                                   | Costa Rica                                                              | Mondiali 2022 - 1º turno                                                | -                                                                       | 62’                                                                     |
| 1-12-2022                                                               | Al Rayyan                                                               | Giappone                                                                | 2 – 1                                                                   | Spagna                                                                  | Mondiali 2022 - 1º turno                                                | -                                                                       | 46’                                                                     |
| 5-12-2022                                                               | Al Wakrah                                                               | Giappone                                                                | 1 – 1 dts (1 – 3 dtr)                                                   | Croazia                                                                 | Mondiali 2022 - Ottavi di finale                                        | -                                                                       | 64’                                                                     |
| 24-3-2023                                                               | Tokyo                                                                   | Giappone                                                                | 1 – 1                                                                   | Uruguay                                                                 | Amichevole                                                              | -                                                                       | 89’                                                                     |
| 28-3-2023                                                               | Ōsaka                                                                   | Giappone                                                                | 1 – 2                                                                   | Colombia                                                                | Amichevole                                                              | 1                                                                       | 54’                                                                     |
| 15-6-2023                                                               | Toyota                                                                  | Giappone                                                                | 6 – 0                                                                   | El Salvador                                                             | Amichevole                                                              | -                                                                       | 46’                                                                     |
| 20-6-2023                                                               | Suita                                                                   | Giappone                                                                | 4 – 1                                                                   | Perù                                                                    | Amichevole                                                              | 1                                                                       |                                                                         |
| 9-9-2023                                                                | Wolfsburg                                                               | Germania                                                                | 1 – 4                                                                   | Giappone                                                                | Amichevole                                                              | -                                                                       | 84’                                                                     |
| 31-1-2024                                                               | Doha                                                                    | Bahrein                                                                 | 1 – 3                                                                   | Giappone                                                                | Coppa d'Asia 2023 - Ottavi di finale                                    | -                                                                       | 68’                                                                     |
| 3-2-2024                                                                | Al Rayyan                                                               | Iran                                                                    | 2 – 1                                                                   | Giappone                                                                | Coppa d'Asia 2023 - Quarti di finale                                    | -                                                                       | 67’                                                                     |
| 5-9-2024                                                                | Saitama                                                                 | Giappone                                                                | 7 – 0                                                                   | Cina                                                                    | Qual. Mondiali 2026                                                     | 1                                                                       | 63’                                                                     |
| 10-9-2024                                                               | Riffa                                                                   | Bahrein                                                                 | 0 – 5                                                                   | Giappone                                                                | Qual. Mondiali 2026                                                     | -                                                                       | 73’                                                                     |
| 10-10-2024                                                              | Gedda                                                                   | Arabia Saudita                                                          | 0 – 2                                                                   | Giappone                                                                | Qual. Mondiali 2026                                                     | -                                                                       | 88’                                                                     |
| 15-10-2024                                                              | Saitama                                                                 | Giappone                                                                | 1 – 1                                                                   | Australia                                                               | Qual. Mondiali 2026                                                     | -                                                                       |                                                                         |
| 15-11-2024                                                              | Giacarta                                                                | Indonesia                                                               | 0 – 4                                                                   | Giappone                                                                | Qual. Mondiali 2026                                                     | -                                                                       | 29’ 62’                                                                 |
| 19-11-2024                                                              | Xiamen                                                                  | Cina                                                                    | 1 – 3                                                                   | Giappone                                                                | Qual. Mondiali 2026                                                     | -                                                                       | 64’                                                                     |
| 20-3-2025                                                               | Saitama                                                                 | Giappone                                                                | 2 – 0                                                                   | Bahrein                                                                 | Qual. Mondiali 2026                                                     | -                                                                       | 76’                                                                     |
| Totale                                                                  |                                                                         | Presenze                                                                | 27                                                                      |                                                                         | Reti                                                                    | 8                                                                       |                                                                         |

| Cronologia completa delle presenze e delle reti in nazionale ― Giappone Olimpica | Cronologia completa delle presenze e delle reti in nazionale ― Giappone Olimpica | Cronologia completa delle presenze e delle reti in nazionale ― Giappone Olimpica | Cronologia completa delle presenze e delle reti in nazionale ― Giappone Olimpica | Cronologia completa delle presenze e delle reti in nazionale ― Giappone Olimpica | Cronologia completa delle presenze e delle reti in nazionale ― Giappone Olimpica | Cronologia completa delle presenze e delle reti in nazionale ― Giappone Olimpica | Cronologia completa delle presenze e delle reti in nazionale ― Giappone Olimpica |
| Data                                                                             | Città                                                                            | In casa                                                                          | Risultato                                                                        | Ospiti                                                                           | Competizione                                                                     | Reti                                                                             | Note                                                                             |
| -------------------------------------------------------------------------------- | -------------------------------------------------------------------------------- | -------------------------------------------------------------------------------- | -------------------------------------------------------------------------------- | -------------------------------------------------------------------------------- | -------------------------------------------------------------------------------- | -------------------------------------------------------------------------------- | -------------------------------------------------------------------------------- |
| 25-7-2021                                                                        | Saitama                                                                          | Giappone                                                                         | 2 – 1                                                                            | Messico                                                                          | Olimpiadi 2020 - 1º turno                                                        | -                                                                                | 80’                                                                              |
| 31-7-2021                                                                        | Kashima                                                                          | Giappone                                                                         | 0 – 0 dts (4 – 2 dtr)                                                            | Nuova Zelanda                                                                    | Olimpiadi 2020 - Quarti di finale                                                | -                                                                                | 90’                                                                              |
| 6-8-2021                                                                         | Saitama                                                                          | Messico                                                                          | 3 – 1                                                                            | Giappone                                                                         | Olimpiadi 2020 - Finale 3º posto                                                 | 1                                                                                | 63’                                                                              |
| Totale                                                                           |                                                                                  | Presenze                                                                         | 3                                                                                |                                                                                  | Reti                                                                             | 1                                                                                |                                                                                  |

| Cronologia completa delle presenze e delle reti in nazionale ― Giappone under 23 | Cronologia completa delle presenze e delle reti in nazionale ― Giappone under 23 | Cronologia completa delle presenze e delle reti in nazionale ― Giappone under 23 | Cronologia completa delle presenze e delle reti in nazionale ― Giappone under 23 | Cronologia completa delle presenze e delle reti in nazionale ― Giappone under 23 | Cronologia completa delle presenze e delle reti in nazionale ― Giappone under 23 | Cronologia completa delle presenze e delle reti in nazionale ― Giappone under 23 | Cronologia completa delle presenze e delle reti in nazionale ― Giappone under 23 |
| Data                                                                             | Città                                                                            | In casa                                                                          | Risultato                                                                        | Ospiti                                                                           | Competizione                                                                     | Reti                                                                             | Note                                                                             |
| -------------------------------------------------------------------------------- | -------------------------------------------------------------------------------- | -------------------------------------------------------------------------------- | -------------------------------------------------------------------------------- | -------------------------------------------------------------------------------- | -------------------------------------------------------------------------------- | -------------------------------------------------------------------------------- | -------------------------------------------------------------------------------- |
| 21-3-2018                                                                        | Asunción                                                                         | Cile under 23                                                                    | 2 – 0                                                                            | Giappone under 23                                                                | Amichevole                                                                       | -                                                                                | 55’                                                                              |
| 25-3-2018                                                                        | Asunción                                                                         | Paraguay under 23                                                                | 2 – 1                                                                            | Giappone under 23                                                                | Amichevole                                                                       | -                                                                                | 72’                                                                              |
| 31-5-2018                                                                        | Vitrolles                                                                        | Giappone under 23                                                                | 3 – 2                                                                            | Portogallo under 23                                                              | Torneo di Tolone 2018 - 1º turno                                                 | -                                                                                | 54’                                                                              |
| 3-6-2018                                                                         | Fos-sur-Mer                                                                      | Giappone under 23                                                                | 1 – 1                                                                            | Canada under 23                                                                  | Torneo di Tolone 2018 - 1º turno                                                 | 1                                                                                | 46’                                                                              |
| 7-6-2018                                                                         | Carnoux-en-Provence                                                              | Giappone under 23                                                                | 1 – 0                                                                            | Togo under 23                                                                    | Torneo di Tolone 2018 - Play-off 7º posto                                        | -                                                                                |                                                                                  |
| 14-8-2018                                                                        | Cikarang                                                                         | Giappone under 23                                                                | 1 – 0                                                                            | Nepal under 23                                                                   | XVIII Giochi asiatici                                                            | 1                                                                                |                                                                                  |
| 14-8-2018                                                                        | Cikarang                                                                         | Giappone under 23                                                                | 0 – 1                                                                            | Vietnam under 23                                                                 | XVIII Giochi asiatici                                                            | -                                                                                | 46’                                                                              |
| 4-6-2019                                                                         | Salon-de-Provence                                                                | Giappone under 23                                                                | 6 – 1                                                                            | Cile under 23                                                                    | Torneo di Tolone 2019 - 1º turno                                                 | 1                                                                                | 81’                                                                              |
| 15-6-2019                                                                        | Salon-de-Provence                                                                | Brasile under 23                                                                 | 1 – 1 dts (5 – 4 dtr)                                                            | Giappone under 23                                                                | Torneo di Tolone 2019 - Finale                                                   | -                                                                                | 66’                                                                              |
| 28-12-2019                                                                       | Nagasaki                                                                         | Giappone under 23                                                                | 9 – 0                                                                            | Giamaica under 23                                                                | Amichevole                                                                       | 1                                                                                | 58’                                                                              |
| 26-3-2021                                                                        | Chōfu                                                                            | Giappone under 23                                                                | 0 – 1                                                                            | Argentina under 23                                                               | Amichevole                                                                       | -                                                                                | 66’                                                                              |
| 29-3-2021                                                                        | Kitakyūshū                                                                       | Giappone under 23                                                                | 3 – 0                                                                            | Argentina under 23                                                               | Amichevole                                                                       | -                                                                                | 88’ 90+4’                                                                        |
| 5-6-2021                                                                         | Fukuoka                                                                          | Giappone under 23                                                                | 6 – 0                                                                            | Ghana under 23                                                                   | Amichevole                                                                       | 1                                                                                | 58’                                                                              |
| 12-6-2021                                                                        | Toyota                                                                           | Giappone under 23                                                                | 4 – 0                                                                            | Giamaica under 23                                                                | Amichevole                                                                       | -                                                                                | 60’                                                                              |
| Totale                                                                           |                                                                                  | Presenze                                                                         | 14                                                                               |                                                                                  | Reti                                                                             | 5                                                                                |                                                                                  |

## Palmarès

### Club
- Coppa J. League: 1

Kawasaki Frontale: 2019
- Campionato giapponese: 1

Kawasaki Frontale: 2020
- Coppa dell'Imperatore: 1

Kawasaki Frontale: 2020
- Supercoppa del Giappone: 1

Kawasaki Frontale: 2021

### Nazionale
- Universiade: 2

2017, 2019
- Giochi asiatici: 1

2018

### Individuale
- Squadra del campionato giapponese: 1

2020